# Birgit Steinborn
Birgit Steinborn (* 26. März 1960 in Berlin) ist eine deutsche Gesamtbetriebsratsvorsitzende und stellvertretende Aufsichtsratsvorsitzende der Siemens AG.

## Leben
1978 begann sie eine Stammhauslehre bei Siemens in Berlin als Industriekauffrau. Zwischen 1982 und 1988 studierte sie Diplomsoziologie. 1990 wurde sie Mitglied im Betriebsrat und ab 1996 Betriebsratsvorsitzende in Hamburg. 2008 wurde sie stellvertretende Gesamtbetriebsratsvorsitzende. Seit dem 24. Januar 2008 ist sie Mitglied im Aufsichtsrat der Siemens AG. Im Februar 2014 wurde sie erste Gesamtbetriebsratsvorsitzende und am 27. Januar 2015 wurde sie auf der Hauptversammlung der Siemens AG in den Aufsichtsrat wiedergewählt und vom Aufsichtsrat zur stellvertretende Vorsitzende gewählt.